# Yang Shi
Yang Shi (n. Shanghái, 4 de enero de 1989) es un nadador de estilo libre chino.

## Biografía
Empezó nadando en el Campeonato Mundial de Natación de 2007, haciendo un tiempo discreto de 23.73, dejándole en el puesto 53. 
Hizo su primera aparición olímpica en los Juegos Olímpicos de Londres 2012, nadando en la prueba de 50 m libre. Nadó en la quinta serie, y quedó segundo de la misma con un tiempo de 22.64, insuficiente para pasar a las semifinales al quedar en la posición 26 en el sumario total.